# József Vértesy
József Vértesy (Zombor, 19 februari 1901 – Boedapest, 21 december 1983) was een Hongaars waterpolospeler.
József Vértesy nam als waterpoloër succesvol deel aan de Olympische Spelen van 1924, 1928 en 1932. In 1924 speelde hij een wedstrijd, het Hongaarse team werd zevende. In 1928 speelde hij alle vier de wedstrijden, en veroverde een zilveren medaille. In 1932 speelde hij alle drie de wedstrijden, en veroverde een gouden medaille.
István Barta · 
Tibor Fazekas · 
Lajos Homonnai · 
Márton Homonnai · 
Alajos Keserű · 
Ferenc Keserű · 
József Vértesy · 
János Wenk
István Barta · 
Sándor Ivády · 
Olivér Halassy · 
Márton Homonnai · 
Alajos Keserű · 
Ferenc Keserű · 
József Vértesy
István Barta · 
György Bródy · 
Sándor Ivády · 
Olivér Halassy · 
Márton Homonnai · 
Alajos Keserű · 
Ferenc Keserű · 
János Németh · 
Miklós Sárkány · 
József Vértesy
- International Standard Name Identifier: 0000 0000 7967 5596
- Virtual International Authority File: 121504953